# 1r Festival Internacional de Cinema de Berlín
El 1r Festival Internacional de Cinema de Berlín es va celebrar entre el 6 i 17 de juny de 1951. La pel·lícula amb la qual es va dur a terme l'obertura del festival va ser Rebecca d'Alfred Hitchcock. En aquell primer any de lliurament, es va introduir el premi d'Os d'Or i fou atorgat a la millor pel·lícula en cadascuna de les cinc categories; drama, comèdia, crim o d'aventura, musical i documentals. Aquest sistema va ser clausurat l'any vinent, ja que les pel·lícules serien votades pel públic.

## Resum
El Comitè organitzat va decidir donar-li el nom al Festival, i es va decidir que es dugués a terme a la ciutat de Berlín. El novembre de 1950 es va decidir que Alfred Bauer fos el primer director del certamen. Bauer va demanar al president Theodor Heuss perquè aquest pugui actuar com a principal conductor per al festival, però aquest es va negar.
L'obertura del primer lliurament es va dur a terme davant d'una enorme audiència el 6 de juny de 1951 a la Potsdamer Platz. Es va mostrar en primer lloc, la pel·lícula Rebecca d'Alfred Hitchcock. La primera actriu que va aparèixer en el lliurament va ser Joan Fontaine. A més es calcula que hi participaren uns 25.000 espectadors.

## Jurat
Les següents persones van ser seleccionats pel director del festival com a jurats del festival:
- Johannes Betzel
- Emil Dovifat
- Werner Eisbrenner
- Günther Geisler
- Walter Karsch
- Frau Lucht-Perske
- Fritz Podehl
- Tatjana Sais
- Ludwig Trautmann

## Pel·lícules en competició
Les següents pel·lícules van competir per l'Os d'Or:
| Títol                                              | Director(s)                         | País                                 |
| -------------------------------------------------- | ----------------------------------- | ------------------------------------ |
| In Beaver Valley                                   | James Algar                         | Estats Units (documental)            |
| Begone Dull Care                                   | Norman McLaren i Evelyn Lambart     | Canadà (animació)                    |
| Blick ins Paradies                                 | Hans Fischerkoesen                  | RFA (documental)                     |
| Bosch                                              |                                     | Itàlia (art i ciència)               |
| Cinderella                                         | Wilfred Jackson                     | Estats Units (animació/musical)      |
| Der Film entdeckte Kunstwerke indianischer Vorzeit | Hans Cürlis                         | RFA (art i ciència)                  |
| Der gelbe Dom                                      | Eugen Schuhmacher                   | RFA (documental)                     |
| Destination Moon                                   | Irving Pichel                       | Estats Units                         |
| Dieu a besoin des hommes                           | Jean Delannoy                       | França                               |
| Die Vier im Jeep                                   | Leopold Lindtberg                   | Suïssa                               |
| Dr. Holl                                           | Rolf Hansen                         | RFA                                  |
| Goya                                               | Luciano Emmer                       | Itàlia (art i ciència)               |
| Het gala-Concert                                   |                                     | Països Baixos (pel·lícula comercial) |
| Il cammino della speranza                          | Pietro Germi                        | Itàlia                               |
| Il Cristo proibito                                 | Curzio Malaparte                    | Itàlia                               |
| Justice est faite                                  | André Cayatte                       | França                               |
| Kleine Nachtgespenster                             | Eugen Schuhmacher                   | RFA (documental)                     |
| Leva på 'Hoppet'                                   | Göran Gentele                       | Suècia                               |
| ...Sans laisser d'adresse                          | Jean-Paul Le Chanois                | França                               |
| The Tales of Hoffmann                              | Michael Powell i Emeric Pressburger | Regne Unit (music film)              |
| The Browning Version                               | Anthony Asquith                     | Regne Unit                           |
| The Mating Season                                  | Mitchell Leisen                     | Estats Units                         |
| The Story of Time                                  | Michael Stainer-Hutchins            | Regne Unit (pel·lícula comercial)    |
| The Undefeated                                     | Paul Dickson                        | Estats Units (documental)            |

## Premis
El jurat va atorgar els següents premis:
- Os d'Or
  - Die Vier im Jeep de Leopold Lindtberg - Os d'Or pel Millor Drama
  - ...Sans laisser d'adresse de Jean-Paul Le Chanois - Os d'Or per la Millor Comèdia
  - In Beaver Valley de James Algar - Os d'Or pel Millor Documental
  - Justice est faite d'André Cayatte - Os d'Or per la Millor Pel·lícula d'Aventures
  - Cinderella de Wilfred Jackson - Os d'Or per la Millor Pel·lícula Musical
- Os de Plata
  - Il cammino della speranza - Os de Plata pel Millor Drama
  - Leva på 'Hoppet' - Os de Plata per la Millor Comèdia
  - The Tales of Hoffmann - Os de Plata per la Millor Pel·lícula Musical
- Os de Bronze
  - The Undefeated - Os de Bronze pel Millor Documental
  - The Browning Version - Os de Bronze pel Millor Drama
  - The Mating Season - Os de Bronze per la Millor Comèdia
  - Destination Moon - Os de Bronze per la Millor Pel·lícula d'Aventures
- Medalla d'Or
  - Kleine Nachtgespenster - Medalla d'Or per la Millor Pel·lícula Cultural i Documental
  - Der Film entdeckte Kunstwerke indianischer Vorzeit - Medalla d'Or pel Millor Pel·lícula d'Arts i Ciència
  - The Story of Time - Medalla d'Or per la Millor Pel·lícula Publicitària
- Medalla de Plata
  - Begone Dull Care - Medalla de Plata pel Millor Culture Films and Documentaries
  - Goya - Medalla de Plata pel Millor Arts and Science Film
  - Het gala-Concert - Medalla de Plata pel Millor Pel·lícula Publicitària
- Medalla de Bronze
  - Der gelbe Dom - Medalla de Bronze per la Millor Pel·lícula Cultural i Documental
  - Bosch - Medalla de Bronze pel Millor Pel·lícula d'Arts i Ciència
  - Blick ins Paradies - Medalla de Bronze pel Millor Pel·lícula Publicitària
- Premi de l'Audiència
  - Gran placa de bronze - Cinderella
  - Peetita placa de Bronze – The Browning Version
- Special Prize of the city of Berlin
  - Premi especial per a un excel·lent èxit cinematogràfic - Il Cristo proibito
  - Premi especial per a un excel·lent èxit cinematogràfic - Dieu a besoin des hommes
  - Certificat d'Honor - Dr. Holl